# رافيندرا باريك
رافيندرا باريك (بالإنجليزية: Ravindra Parekh)‏ (21 نوفمبر 1946 في الهند)؛ ناقد، مترجم، شاعر وروائي هندي.